# Myosotis arvensis
Myosotis arvensis là loài thực vật có hoa trong họ Mồ hôi. Loài này được (L.) Hill mô tả khoa học đầu tiên năm 1764.